# Platte (Schneeberg)
Die Platte ist ein 885 m ü. NHN hoher Berg im bayerischen Hohen Fichtelgebirge.

## Lage und Umgebung
Die Platte liegt im südlichen Schneebergmassiv im oberfränkischen Landkreis Wunsiedel im Fichtelgebirge auf der Rhein-Elbe-Wasserscheide. Nahegelegene Orte sind Fichtelberg im Westen und Tröstau im Osten. Grundeigentümer ist der bayerische Staat.

## Natur

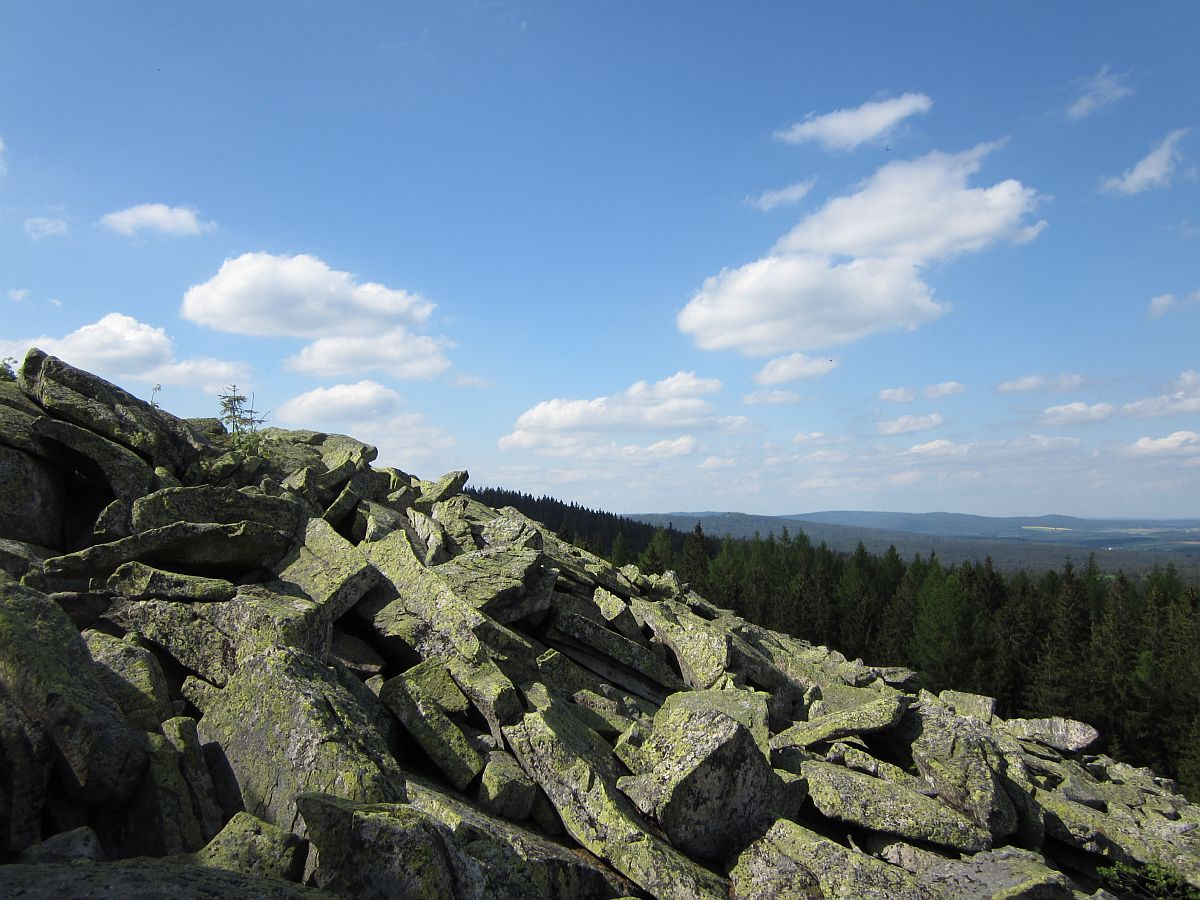
Blockmeer auf dem Plattengipfel

Der Gipfelbereich besteht aus einer gewaltigen Blockhalde aus kantigen Granitplatten, seltene Moose und Flechten besiedeln die Felstrümmer. Das Gebiet ist mit 4,1 Hektar als Naturschutzgebiet ausgewiesen. Unterhalb des Gipfels ist der Berg von Nadelwald bewachsen. Die Waldbewirtschaftung erfolgt durch die Bayerischen Staatsforste, Forstbetrieb Fichtelberg.

## Name
Urkundlich wurde die Platte erstmals 1393 als „die plancken“ bei einer Rainungsbeschreibung des Waldes genannt, der damals dem Burggrafen von Nürnberg gehörte. Wegen des plattenartigen Gipfelbereichs erhielt der Berg seinen Namen.

## Geotop
Das Blockmeer am Gipfel ist vom Bayerischen Landesamt für Umwelt als wertvolles Geotop (Geotop-Nummer: 479R025) ausgewiesen.

## Tourismus
Der Höhenweg und der Fränkische Gebirgsweg führen vom Silberhaus (Ortsteil der Gemeinde Tröstau an der Bundesstraße 303 – Fichtelgebirgsstraße/E48) zum Gipfel. Vom höchsten Punkt mit Holzkreuz gibt es hervorragende Ausblicke in das Wunsiedler Becken mit der Leupoldsdorfer Seenplatte im Vordergrund, südöstlich zur Hohen Matze, zur Kösseine, zum Steinwald, nördlich zum Waldstein und zum Kornberg.

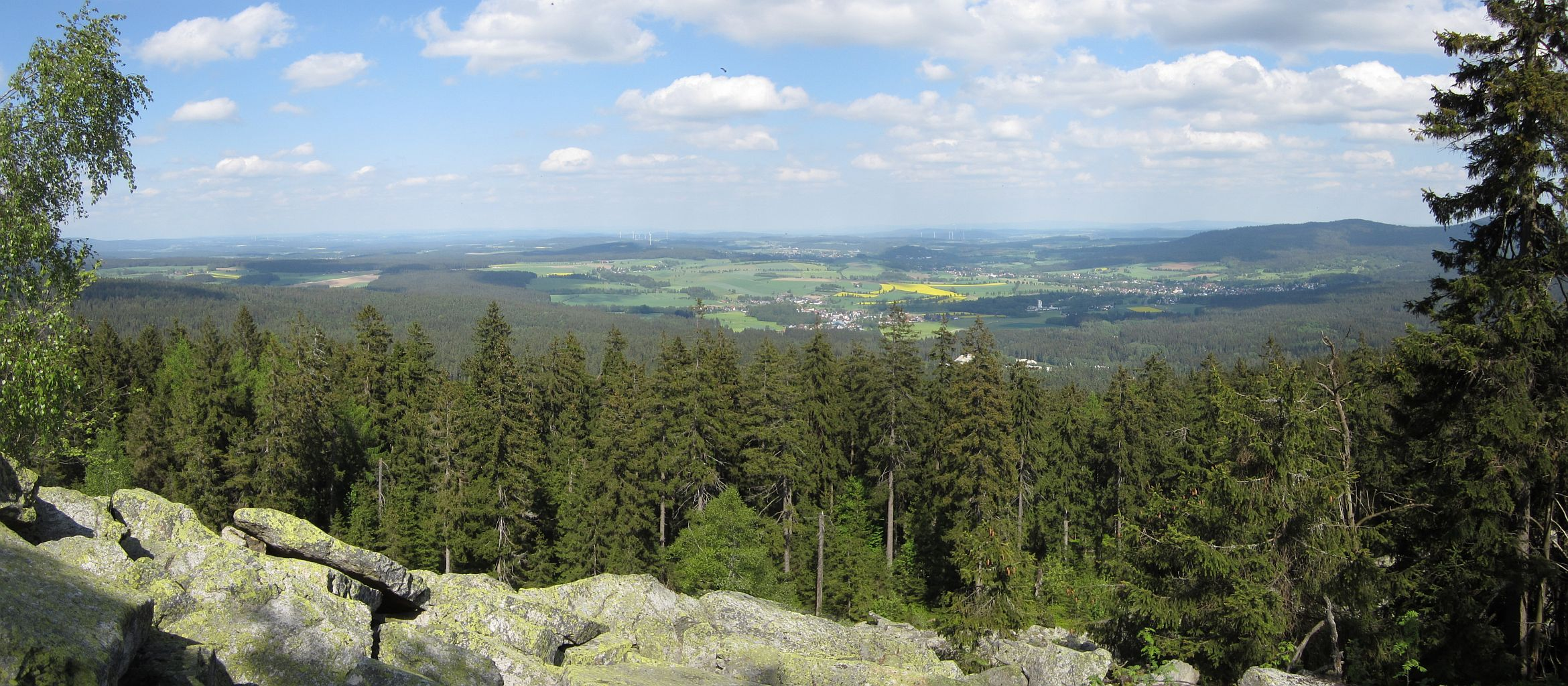
Blick vom Gipfel der Platte auf das Blockmeer und das Sechsämterland